# Arthur Wallis Myers
Arthur Wallis Myers, né le 24 juillet 1878 à Kettering et mort le 17 juin 1939 à Epsom, est un joueur de tennis, journaliste, critique et écrivain britannique.

## Biographie
Fils d'un pasteur, il commence sa carrière au Westminster Gazette puis devient rédacteur pour George Newnes.
Journaliste à la rubrique tennis au Daily Telegraph depuis 1909, il est connu pour être le principal spécialiste de ce sport du début du 20e siècle et pour publier chaque d'année au mois d'octobre un classement des dix meilleurs joueurs et joueuses du monde où il justifiait son choix pour chacun d'entre eux. Critique unanimement respecté pour la qualité de ses analyses, ses travaux faisaient autorité dans le monde du tennis. Ses classements ont été repris et analysés par de nombreux journaux spécialisés tels que American Lawn-Tennis, Australian Lawn-Tennis, Tennis et Golf...
Durant la Première Guerre mondiale, il a travaillé pour le Ministère de l'Information et a été nommé directeur des publications du National War Aims Committee qui contrôlait la propagande dans le pays.
Il a joué pendant une vingtaine d'années de nombreux tournois de tennis au Royaume-Uni, en France et en Allemagne. Doté d'un jeu sec, précis et roublard, il a remporté plusieurs titres en double en Angleterre. Il a participé au tournoi de Wimbledon et aux championnats du Monde, et a aussi disputé l'US Open en 1921 et les Internationaux de France de tennis en 1926, marquant la fin de sa carrière sportive après un beau duel en quatre sets contre Jean Borotra malgré ses 47 ans. Il a par la suite été le capitaine de plusieurs équipes britanniques.
Il crée en novembre 1924 à Londres avec le soutien de Lord Balfour et de Dwight Davis, l’International Lawn Tennis Club of Great-Britain (I.T.L.C.) afin de renforcer les liens entre les joueurs de tennis britanniques, avec comme valeurs l'amitié, le fair-play et la camaraderie sportive. D'autres pays créent peu à peu leur club, dont la France en 1929 sous l'impulsion des Mousquetaires.
Il a rédigé de nombreux ouvrages sur le tennis dont une biographie d'Anthony Wilding en 1916 et un sur les 50 ans du tournoi de Wimbledon en 1926. Il est également l'auteur du Ayres' Lawn Tennis Almanack and Tournament Guide qui recensait chaque année les principaux résultats de tennis.
Wallis Myers décède le 17 juin 1939 des suites d'une pneumonie, le jour de la finale de Roland-Garros.

## Distinction
- Ordre de l'Empire britannique
- Chevalier de la Légion d'honneur